# خبز الزيتون
خبز الزيتون نوع من الخبز مع قطع الزيتون، اشتهر في فرنسا وانتشر في معظم أنحاء العالم. يمكن تناوله مع الأجبان أو اللبنة على أي وجبة.

## طريقة التحضير
يحضّر من الطحين، الحليب، الزيت، الزيتون، الخميرة والملح. تحتوي كل قطعة (120غ تقريباً) على 237 سعرة حرارية ونسبة دهون مرتفعة (7غ) ولكن معظمها دهون غير مشبعة تحتوي على منافع صحية كثيرة.